# هونا
هونا (به انگلیسی: Huna) یک واژه از زبان هاوایی است که ماکس فریدام لانگ (۱۸۹۰–۱۹۷۱) در سال ۱۹۳۶ در نظریه فراطبیعی خود از آن استفاده کرد و در این نظریه باورهای فراطبیعی خود را با کاهوناها (کارشناسان) هاوایی مرتبط دانست. هونا بخشی از جنبش عصر جدید است.
هونا بر زیستن و هماهنگی با سه سطح از آگاهی یا سه سطح از خود تأکید دارد. کاهوناها دیرزمانی مدعی بودند که در موجودات یک خود خفیف، یک خود متوسط و یک خود برتر را شناسایی کرده‌اند.
آنها این سه سطح را به ترتیب «اونیهیپیل» (ناخودآگاه، درونی، احساسی و اشراقی)، اوهانه (آگاهی بیدارشونده و بخردانه) و آوماکوآ (ابرآگاهی، ارتباط با حوزه ایزدی) نامیدند.